# Ni En Vivo Ni En Directo
Ni en vivo Ni en directo (N.E.V.N.E.D.) fue un programa cómico de parodias ecuatoriano, transmitido por la señal de TC Televisión desde el año 1997 hasta el 2007. Fue creado y dirigido por Jorge Toledo, quien en su origen inició el proyecto con David Reinoso, al que se sumaron Galo Recalde y Flor María Palomeque. 
Fue protagonizado por Galo Recalde, David Reinoso y Flor María Palomeque. Poco después del retiro de Recalde dentro del programa, el programa pasó a manos de Reinoso con quien conformó un nuevo elenco, entre los cuales se encontraban Mario Cabezas y Fernando Villarroel. Después de unos desacuerdos Reinoso y Palomeque dejan el espacio y se trasladan a Ecuavisa con un programa de mismo formato llamado Vivos, quedando al mando de Ni en vivo Ni en directo Villarroel, quien lo condujo junto a Sofía Caiche y María Mercedes Pacheco por varios años hasta la terminación del mismo. Este programa salió del aire en año 2007, después de 10 años de emisión. Es una adaptación de la serie española Ni en vivo ni en directo.

## Historia

### Antecedentes
Luego de que realizaron un programa cómico llamado Agua Mojada, para Expovisión (luego Caravana Televisión, hoy ITV Televisión), el productor Jorge Toledo y el actor David Reinoso, llegaron a TC Televisión en 1997, con la propuesta de realizar un programa de parodias y reutilizando alguno de los personajes del programa que realizaron por Expovisión (luego Caravana Televisión, hoy ITV Televisión). Al mismo tiempo los creativos del canal, Galo Recalde y Gustavo Segale, presentaron la idea de emitir un programa que simulara un "pirateo" de señal, es decir una interferencia en la transmisión común de la señal televisiva de TC, idea originalmente de Recalde. Toledo y Reinoso integraron su proyecto al de Recalde en un solo programa, luego de aceptar dicha propuesta de parte del canal. Flor María Palomeque, quien en ese entonces tenía 17 años de edad e integraba el grupo de modelos de A todo dar, un programa concurso de TC Televisión, fue la última en conformar el equipo de jóvenes actores y presentadores del programa cómico, junto a Recalde y Reinoso, y dirigido por Jorge Toledo.

### Estreno y desarrollo
El programa fue estrenado el martes 4 de noviembre de 1997, por la señal de TC Televisión. Fue nombrado Ni En Vivo Ni En Directo, y el concepto del mismo era el de ser una señal pirata que se colaba en la programación de TC Televisión, siendo Reinoso, Recalde y Palomeque, los jóvenes responsables de interferir con la señal, para dar una programación creada por ellos, parodiando a personajes de la televisión y la política ecuatoriana, además de personajes propios.
Entre los personajes más emblemáticos se encuentra Moti y Pescao, que nace de la idea de juntar las regiones de la Sierra y la Costa, los cuales eran una pareja de amigos, siendo Moti de la sierra y Pescao de la costa. Moti era interpretado por Reinoso, pese a que originalmente estaba pensado para Recalde, pero debido a que a Recalde le salía el acento de la sierra más parecido al de un mexicano, y Reinoso no tenía ningún problema en imitar el acento serrano, fue que Recalde interpretó a Pescao. Cecilio Carcacha era un personaje que interpretó Recalde, el cual parodiaba a un reportero de noticias, imitando la forma de conducción de algunos presentadores de televisión, con una voz falsa y exagerada. Otros de los personajes parodiados eran Batman y Robin, la pareja de súper héroes, donde irónicamente Batman era más pequeño, siendo interpretado por Reinoso, y Robin más grande, interpretado por Recalde, los mismos que tenían una relación de amistad fuera de lo normal. Otro de los personajes propios es el Marciano Sabrosonix, interpretado por David Reinoso, el cual era perseguido por Jaime Ovnives, parodia del ufólogo Jaime Rodríguez, el cual también Reinoso interpretaba. Rachito era la parodia del animador de televisión, Rashid Tanús, el cual fue interpretado por David Reinoso, y su novia Rachita fue un personaje ficticio interpretado por Flor María Palomeque, la cual era una versión femenina de Rachito.
El programa también contaba con un segmento realizado por Galo Recalde, el cual consistía en el doblaje de un video musical, donde la letra era cambiada en forma graciosa.

### Precedentes
El programa fue un éxito a nivel nacional, convirtiéndose en el primer programa de parodias que causó un boom en la televisión ecuatoriana. Reinoso comentó que otros actores intentaron realizar parodias locales y que quizá las televisoras no aceptaron sus propuestas por no tener una propuesta tan variada como la tuvo NEVNED, con segmentos novedosos, lo que le dieron el éxito que tuvieron.
Un año después del estreno del programa, en su segunda temporada, Galo Recalde se retira para realizar sus estudios de cine en los Estados Unidos. Al elenco se suman otros actores entre los que se encontraba Fernando Villarroel.
A inicios del nuevo milenio, los integrantes originales del programa, Toledo, Reinoso y Palomeque, junto a algunos actores del elenco, se retiran del canal para ingresar a Ecuavisa, llevando sus personajes a un programa llamado Vivos, el cual también consistía en parodias y sketches. Fernando Villarroel quedó a cargo de la dirección y creación del programa, y la conducción junto a Sofía Caiche y María Mercedes Pacheco.
En 2005 falleció Santiago Romero (Hermano de Vicente Romero quien también se fue del elenco de NEVNED a Vivos), un actor de 19 años con baja estatura, parte del elenco, debido a un accidente al caer de las escaleras de su casa en estado etílico. Él interpretaba a Gabrielititita de Piruba, parodia de Gabriela Villalba, cantante integrante del grupo Kiruba.

## Elenco

### Primera generación
- David Reinoso
- Flor María Palomeque
- Galo Recalde
- Danilo Esteves
- Fernando Villarroel
- Mario Cabezas
- Ricardo Granizo
- Jaime Roca
- Vicente Romero

### Segunda generación
- Fernando Villarroel
- Sofía Caiche
- María Mercedes Pacheco
- Gabriela Pazmiño
- Cecilia Cascante
- Bertha Valle
- Angelica Arriaga
- Bárbara Najas
- José Northia
- Santiago Romero (†)
- Ney Ponguillo
- Fernando Villao
- Christian Maquilón
- Christian García
- Cristian Vega
- Álex Plúas
- Julio Larrea
- Orlando Quiñonez
- Fernando Villao
- Miguel Santana
- Stalin Baquerizo
- José Corozo

## Premios y nominaciones

### Premios ITV
| Año  | Categoría                       | Nominados                | Resultado |
| ---- | ------------------------------- | ------------------------ | --------- |
| 1998 | Mejor actor cómico              | David Reinoso            | Ganador   |
| 1998 | Mejor actor cómico              | Galo Recalde             | Nominado  |
| 1998 | Mejor actriz cómica             | Flor María Palomeque     | Nominada  |
| 1998 | Novato del año                  | Flor María Palomeque     | Nominada  |
| 1999 | Mejor programa cómico-dramático | Ni en vivo ni en directo | Ganador   |
| 1999 | Mejor actor cómico-dramático    | David Reinoso            | Ganador   |
| 1999 | Mejor actriz cómica-dramática   | Flor María Palomeque     | Nominada  |
| 2000 | Mejor programa cómico           | Ni en vivo ni en directo | Ganador   |
| 2000 | Mejor actor cómico              | David Reinoso            | Ganador   |
| 2000 | Mejor actor cómico              | Fernando Villarroel      | Nominado  |
| 2000 | Mejor actriz cómica             | Flor María Palomeque     | Ganadora  |
| 2000 | Mejor actriz cómica             | Ginger Noriega           | Nominada  |

## Parodias y sketches
- Puñetere
- Genio Matamba
- Marciano Sabrosonix
- Guardias de seguridad
- Está Oscurito
- Caso Fregado
- Villarroelazos
- Hinchadas de fútbol
- Encarcelados.
- Pito Feroz
- La noche es Coco
- La reportera dramática
- Que animales
- Art Tracar
- Moti y Pescao
- Simplemente Chismiela
- Jocelito
- Os-ama
- Virtual Kombat
- Cuchy el muñeco diábolico
- Los Diputados
- Piruba
- El Zorro
- Jonathan Sangrera
- Telerruco
- Los Guardianes
- Sharon: La Hechicera (El Sobacón de Sharon).
- Parodias musicales
- Los bebazos arrechos
- Noche a noche con Charian
- Pedro el Vergonzoso
- La Melo
- Hilk
- I’m Batman
- Tripazos